# Ipixuna do Pará
Ipixuna do Pará est une municipalité brésilienne située dans l'État du Pará.